# Thérouldeville
Thérouldeville là một xã thuộc tỉnh Seine-Maritime trong vùng Normandie miền bắc nước Pháp.

### Huy hiệu
| Arms of Thérouldeville | The arms of Thérouldeville are blazoned: Vert, the local church in profile, door to dexter argent, a chief per pale 1: barry argent and gules, a lion sable crowned Or; and 2: gules, 2 swords in saltire Or. |

## Dân số
| 1962                                            | 1968 | 1975 | 1982 | 1990 | 1999 | 2006 |
| ----------------------------------------------- | ---- | ---- | ---- | ---- | ---- | ---- |
| 334                                             | 360  | 292  | 340  | 423  | 457  | 517  |
| Starting in 1962: Population without duplicates |      |      |      |      |      |      |